# Bujoreni, Vâlcea
Bujoreni là một xã thuộc hạt Vâlcea, România. Dân số thời điểm năm 2002 là 3899 người.